# Biblioteca Pública Municipal Josué Guimarães
A Biblioteca Pública Municipal Josué Guimarães (BPMJG) é uma biblioteca mantida pela prefeitura municipal de Porto Alegre, capital do estado brasileiro do Rio Grande do Sul. Está sediada nas dependências do Centro Municipal de Cultura, Arte e Lazer Lupicínio Rodrigues, juntamente com outros espaços culturais.

## História
A atual biblioteca tem sua origem na antiga Biblioteca de Porto Alegre, mantida inicialmente no Edifício Intendente Montaury (o prédio da "Prefeitura Nova") e, depois, no Edifício do IPASE. Com a criação do Centro Municipal de Cultura em 9 de novembro de 1978, o acervo foi transferido e passou a fazer parte do novo complexo cultural. Em 1986, através do Decreto n.° 8778, seu nome foi modificado para homenagear o escritor e jornalista Josué Guimarães, recentemente falecido.

## Acervo e atividades
Além de seus serviços de empréstimo e consulta de bibliografia, a biblioteca oferece em seus espaços seminários, oficinas, exposições para o público em geral e outras especiais para crianças. O acervo da BPMJG é composto de 33 mil volumes, entre obras didáticas, técnicas, literárias, periódicos e CDs.
Desde 2001 é mantida uma ramal no bairro da Restinga, chamada de Ramal 1 Restinga, instalada no Centro Administrativo Regional da Restinga, atendendo a um público de 1.200 pessoas por mês, com um acervo de 7 mil volumes.